# 미얀마의 대통령
미얀마 연방 공화국의 대통령(버마어: ပြည်ထောင်စုမြန်မာနိုင်ငံတော် သမ္မတ)은 미얀마의 국가 원수이다.
1948년 1월 4일 영국으로부터 버마(버마어: ဗမာ)가 독립하며 영국 연방을 탈퇴해, 사회주의를 표방하는 공화국을 수립했다.
1962년 3월 2일 발생한 군사 쿠데타로 의회가 해산되고 연방혁명위원회(버마어: ပြည်ထောင်စု တော်လှန်ရေး ကောင်စီ အဖွဲ့)가 통치하는 군사 정부 체제로 전환되었다.
2008년 5월, 국가평화발전위원회가 통치하는 체제에서 대통령제로 전환하는 안을 담은 신헌법이 국민투표에 의해 채택되었다. 이에 따라 2010년 11월 7일 미얀마 연방공화국 연방의회 의원총선거를 실시하고, 이듬해 1월 31일 미얀마 연방공화국 연방의회를 개원하였다. 2011년 2월 4일 연방합동의회에서 미얀마 연방공화국 대통령을 선출하고, 3월 30일 대통령중심제 신정부가 출범하며 기존 군사 정부의 통치 기구인 미얀마 연방공화국 국가평화발전위원회는 해산하였다.
미얀마 연방공화국 대통령은 직선제가 아닌 미얀마 연방공화국 연방의회의 간선로 선출되며, 미얀마 연방공화국 연방의회 의원들로 구성된 미얀마 연방공화국 대통령 선거인단이 미얀마 연방공화국 대통령을 선출한다.

## 역대 대통령 목록
| #                                                                   | 이름           | 사진 | 출생일-사망일 | 취임일          | 퇴임일          | 정당                                            |
| ------------------------------------------------------------------- | -------------- | ---- | ------------- | --------------- | --------------- | ----------------------------------------------- |
| 버마 연방(Union of Burma)                                           |                |      |               |                 |                 |                                                 |
| 1                                                                   | 사오 쉐 타익   |      | 1894년-1962년 | 1948년 1월 4일  | 1952년 3월 16일 | 반파시스트 인민자유연맹                         |
| 2                                                                   | 바 우          |      | 1887년-1963년 | 1952년 3월 16일 | 1957년 3월 13일 | 반파시스트 인민자유연맹                         |
| 3                                                                   | 윈 마웅        |      | 1916년-1989년 | 1957년 3월 13일 | 1962년 3월 2일  | 반파시스트 인민자유연맹                         |
| -                                                                   | 네 윈          |      | 1911년-2002년 | 1962년 3월 2일  | 1974년 3월 2일  | 따머도(1962-1972) 버마사회주의계화당(1972-1974) |
| 버마 연방 사회주의 공화국(Socialist Republic of the Union of Burma) |                |      |               |                 |                 |                                                 |
| 4                                                                   | 네 윈          |      | 1911년-2002년 | 1974년 3월 2일  | 1981년 11월 9일 | 버마사회주의계화당                              |
| 5                                                                   | 산 유          |      | 1918년-1996년 | 1981년 11월 9일 | 1988년 7월 25일 | 버마사회주의계화당                              |
| 6                                                                   | 셩 룬          |      | 1923년-2004년 | 1988년 7월 27일 | 1988년 8월 12일 | 버마사회주의계화당                              |
| -                                                                   | 에 고          |      | 1921년-2006년 | 1988년 8월 12일 | 1988년 8월 19일 | 버마사회주의계화당                              |
| 7                                                                   | 마웅 마웅      |      | 1925년-1994년 | 1988년 8월 19일 | 1988년 9월 18일 | 버마사회주의계화당                              |
| -                                                                   | 소 마웅        |      | 1928년-1997년 | 1988년 9월 18일 | 1988년 9월 23일 | 따머도                                          |
| 버마 연방(Union of Burma)                                           |                |      |               |                 |                 |                                                 |
| -                                                                   | 소 마웅        |      | 1928년-1997년 | 1988년 9월 23일 | 1989년 6월 18일 | 따머도                                          |
| 미얀마 연방(Union of Myanmar)                                       |                |      |               |                 |                 |                                                 |
| -                                                                   | 소 마웅        |      | 1928년-1997년 | 1989년 6월 18일 | 1992년 4월 23일 | 따머도                                          |
| -                                                                   | 딴 쉐          |      | 1933년-       | 1992년 4월 23일 | 2011년 3월 30일 | 따머도                                          |
| 미얀마 연방 공화국(Republic of the Union of Myanmar)                |                |      |               |                 |                 |                                                 |
| 8                                                                   | 테인 세인      |      | 1945년-       | 2011년 3월 30일 | 2016년 3월 30일 | 통합단결발전당                                  |
| 9                                                                   | 틴 초          |      | 1946년-       | 2016년 3월 30일 | 2018년 3월 21일 | 국민민주연맹                                    |
| -                                                                   | 민 쉐          |      | 1951년-       | 2018년 3월 21일 | 2018년 3월 30일 | 통합단결발전당                                  |
| 10                                                                  | 윈 민          |      | 1951년-       | 2018년 3월 30일 | 2021년 2월 1일  | 국민민주연맹                                    |
| -                                                                   | 민 쉐          |      | 1951년-       | 2021년 2월 1일  | 2024년 7월 22일 | 통합단결발전당                                  |
| -                                                                   | 민 아웅 흘라잉 |      | 1956년-       | 2024년 7월 22일 | 현재            | 따머도                                          |

## 같이 보기
- 미얀마
- 미얀마의 총리